# دوز و کلک
دوز و کلک (به انگلیسی: The Skin Game) یک فیلم بلند انگلیسی در ژانر درام به کارگردانی آلفرد هیچکاک است که در سال ۱۹۳۱ منتشر شد.
این فیلم بر اساس نمایشنامه‌ای از جان گالزورثی ساخته شده‌است. تا چند دهه، حق مالکیت این فیلم مشخص نبود و به همین دلیل در مالکیت عمومی قرار داشت تا آنکه در سال ۲۰۰۵ میلادی، تمام حقوق آن به «کانال پلاس» فرانسه تعلق گرفت. در سال ۲۰۰۷ میلادی، نسخه‌ای ارتقاء یافته و باکیفیت از آن بر روی دی‌وی‌دی به بازار عرضه شد.
ادموند گون
هلن هی در این فیلم نقش‌های خودشان را در دوز و کلک (۱۹۲۱) بازآفرینی و تکرار کردند.